# La Joie d'une heure
Pour plus de détails, voir Fiche technique et Distribution.
La Joie d'une heure est un film français réalisé par André Cerf et sorti en 1930.

## Fiche technique
- Titre : La Joie d'une heure
- Réalisation : André Cerf
- Scénario : André Cerf
- Photographie : Marcel Lucien
- Décors : Claude Bouxin
- Musique : Tiarko Richepin
- Production : Nord-Film
- Pays d'origine :  France
- Date de sortie : France - 1930

## Distribution
- Sylvia Bataille : Marie, la vendeuse du magasin
- Claude Terval : le chef de rayon du magasin
- Georges Pomiès : Alfred, le camelot
- Jane Pierson : une cliente du magasin
- Marcel Lesieur : un client du magasin
- Pierre Prévert : un figurant de cinéma
- Louis Zellas : un figurant de cinéma
- Clara Lill ; une figurante de cinéma